# Дімітріс Долліс

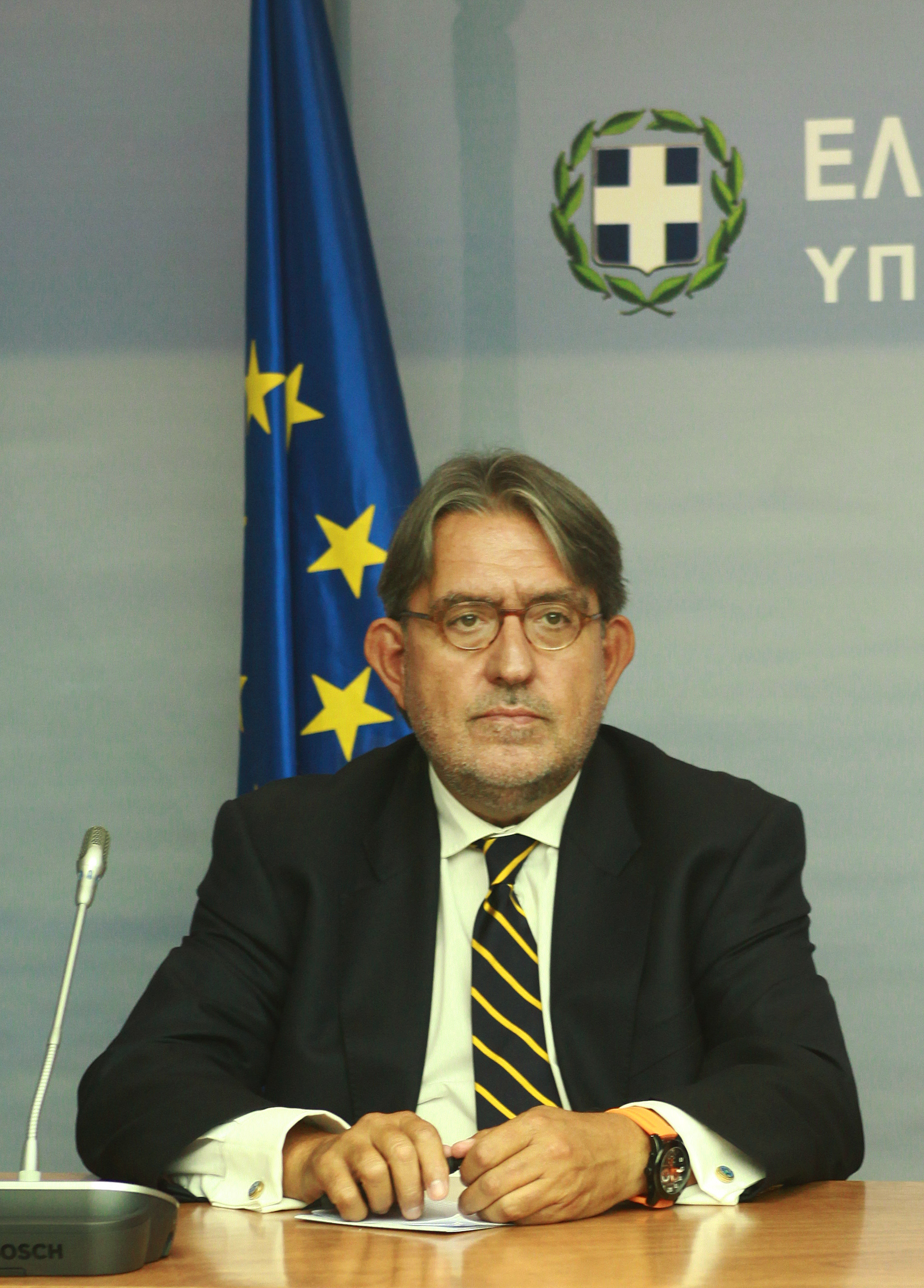
Дімітріс Долліс, фото від 15 вересня 2010 року

Дімітріс Долліс (грец. Δημήτρης Δόλλης, 1956, Касторія) — грецький та австралійський політик, колишній заступник міністра закордонних справ Греції у справах греків зарубіжжя.

## Біографічні відомості
Дімітріс Долліс народився в Касторії 1956 року. Вивчав політологію, отримав ступінь B.A. в Університеті Монаша, Мельбурн, та Master of Arts в Університеті Мельбурна. Одружений, має сина і дочку.

## Політична кар'єра
Працював у галузі політики впродовж 15 років в Австралії, на посаді муніципального радника розробив стратегію розвитку штату Вікторія. Пізніше став членом Парламенту Вікторії від Річмонда, тіньовим міністром та заступником лідера Лейбористської партії.
Після повернення до Греції він призначений генеральним секретарем у справах греків зарубіжжя (1999—2003). Між 2003—2004 роками був генеральним секретарем з міжнародних економічних відносин та розвитку співробітництва Міністерства закордонних справ.
З 2004 по 2009 роки був політичним радником лідера опозиції і президента партії ПАСОК Йоргоса Папандреу. В період 2009—2010 років, вже за прем'єр-міністра Папандреу, став спеціальним посланником, зокрема провів успішні переговори і звільнив вчителя грецької мови Танасіса Леруні, викраденого талібами.
У вересні 2010 року призначений заступником міністра закордонних справ Греції у справах греків зарубіжжя.